# خوسيه مانويل لارا بوستش
خوسيه مانويل لارا بوستش (بالإسبانية: José Manuel Lara Bosch)‏ هو شخصية أعمال إسباني، ولد في 8 مارس 1946 في برشلونة في إسبانيا، وتوفي بنفس المكان في 31 يناير 2015 بسبب سرطان البنكرياس. يحمل القب الثاني ماركيز البيدروسو دي لارا.